# 오가와 료야
오가와 료야(일본어: 小川 諒也, 1996년 11월 24일 ~ )는 일본의 축구 선수이다. 현재 벨기에 퍼스트 디비전 A의 신트트라위던에서 뛰고 있다.

## 구단 경력
그는 2015년부터 2022년까지 J리그의 FC 도쿄에서 활동하였다.

## 국가대표팀 경력
그는 2021년 3월 25일 대한민국과의 경기에서 일본 국가대표팀에 데뷔했다. 그는 국제 A매치 통산 5경기에 출전했다.

## 통계
| 일본 | 일본 | 일본 |
| 연도 | 출전 | 득점 |
| ---- | ---- | ---- |
| 2021 | 5    | 0    |
| 통산 | 5    | 0    |